# Trattato della pittura
 (avril 2019).
Le contenu est difficilement compréhensible vu les erreurs de traduction, qui sont peut-être dues à l'utilisation d'un logiciel de traduction automatique.
 (juillet 2023).
Si vous disposez d'ouvrages ou d'articles de référence ou si vous connaissez des sites web de qualité traitant du thème abordé ici, merci de compléter l'article en donnant les références utiles à sa vérifiabilité et en les liant à la section « Notes et références ».
Le Trattato della pittura  (Traité de la peinture), ou Codex Urbinas, est un traité écrit par Léonard de Vinci.

## Histoire et description
Léonard de Vinci, durant son existence, s'est attelé à divers traités, mais ne semble à écrire un traité sur le « mouvement local » et en a déjà terminé un sur la « peinture et les mouvements humains ». Après sa mort, ses livres, notes et dessins sont confiés au fidèle Francesco Melzi, qui les garde dans sa propriété de Vaprio d'Adda, mais Vasari rapporte qu'un certain nombre d'écrits « dont les caractères sont écrits à la main gauche à l'envers, traitant de la peinture et des méthodes du dessin et de la couleur » étaient entre les mains d'un peintre milanais, peut-être Aurelio Luini.
On ne sait pas de quel fonds Melzi ou milanais d'où un compilateur inconnu puisa, puis fit recopier par un copiste une série de fragments recomposés en un Traité de la peinture.
L'origine du manuscrit est inconnue. Le volume en 1626 se trouvait à Casteldurante dans la bibliothèque de Francesco Maria II Della Rovere, dernier duc d'Urbino; il devint ensuite propriété de la papauté par héritage avant d'être transféré en 1631 à Urbino, se retrouvant ensuite dans la Bibliothèque alexandrine et enfin dans celle du Vatican.
Il s'agit d'une œuvre composite, rédigée par un étudiant qui a choisi divers fragments, passages, préceptes, théories et notes, les réorganisant en dix-huit « livres » (chapitres), dont seuls sept sont connus à ce jour.
La nature organique de la discussion, cependant, suggère que Léonard lui-même avait conçu le « Traité », le divisant en deux sections principales : une première, théorique, où il expose les principes philosophiques et idéaux de la peinture, en la comparant à d'autres arts mécaniques et libéraux, avec les principes de l'application de la perspective (linéaire, atmosphérique et chromatique), de la lumière et de l'ombre;  une seconde partie pratique, dans laquelle Léonard de Vinci donne une série de recommandations et directives pour le jeune peintre, sur l'assimilation des proportions des corps et des formes, et la représentation des mouvements et des éléments naturels.
Le fil conducteur du traité, si différent de la tradition didactique du Libro dell'arte de Cennino Cennini, est l'exercice de la « philosophie du voir » c'est-à-dire la capacité de capturer la révélation de la Nature par l'observation aiguë. Chaque aspect est en fait réduit à la compréhension systématique des phénomènes physiques, mathématiques et géométriques qui déterminent la perception visuelle. Pour Léonard de Vinci, c'est précisément l'application de la logique, des mathématiques et de la géométrie, l'anatomie et de l'optique qui ennoblit la peinture, et donc qu'elle peut être mise sur le même plan que d'autres arts libéraux (c.-à-d. spéculatifs), comme la philosophie, la poésie, la théologie, etc.
Le trait distinctif de la science picturale est son universalité, parce que l'œil transmet une communication qui, contrairement à l'oreille, n'est pas soumise à des variations linguistiques.

## Éditions duTraité de la Peinture

### Éditions en langues étrangères
Francesco Melzi s‘efforça jusqu’à sa mort de reconstituer le Trattato della pittura projeté par Léonard de Vinci. Son manuscrit, un travail « très avancé, mais inachevé », selon André Chastel, est conservé à la Bibliothèque du Vatican sous la référence Codex Urbinas latinus 1270. La première édition du Tratatto della pittura, parue en 1651, en italien puis en français, est établie sur une copie du Codex Urbinas latinus 1270 que possédait Cassiano dal Pozzo. L’édition de Guglielmo Manzi, parue en 1817, est la première établie directement sur le Codex Urbinas latinus 1270.
- (it) Trattato della pittura di Leonardo da Vinci, éd. Raphael Trichet du Fresne, Langlois, Paris, 1re édition, 1651 ;
- (it) Trattato della pittura di Leonardo da Vinci, éd. Guglielmo Manzi, de Romanis, Rome, 1re édition, 1817.
- (de) Das Buch von der Malerei nach dem Codex Vaticanus (Urbinas) 1270, éd. H. Ludwig, Vienne, Wilhelm Braumüller, 1882. La première édition critique ;
- (it) Trattato della pittura di Leonardo da Vinci, préface de Marco Tabarrini, notes et commentaires de Gaetani Milanesi, Unione Cooperativea Éditrice, Rome, 1890 ;
- (it) Version de 1490-1517 ;
- (it) Trattato della pittura di Leonardo da Vinci, notes et préface d‘Angelo Borzelli, Carabba, Lanciano, 1re édition, 1914 ;
- (en) Treatise on painting, Codex Urbinas Latinus 1270, traduction de Philip Mc Mahon, introduction de Ludwig. H. Heydenreich, Princeton University Press, 1956. La première édition avec le fac-similé du Codex Urbinas latinus 1270.

### Éditions en langue française
- Léonard de Vinci (trad. de l'italien par Roland Fréart de Chambray, ill. gr. par R. Lochon, d'après les dessins de Nicolas Poussin retouchés par Charles Errard), Traitté de la peinture, de Léonard de Vinci : donné au public et traduit d'italien en françois par R. F. S. D. C. [« Trattato della pittura »], Paris, imp.  J. Langlois, 1651, 128 p., In-fol. (lire en ligne).
- Léonard de Vinci, Traité de la peinture. Nouvelle édition, augmentée de la Vie de l'autheur, Pierre-François Giffart (préf.), Roland Fréart de Chambray (trad.), Paris, chez Pierre-François Giffard, 1716, 324 p.
- Traité de la peinture (1716), Whitefish, (MT), USA, Kessinger Publishing, 2010, 490 p.  (ISBN 978-1-165-81317-9).
- Léonard de Vinci, André Chastel (traduction et commentaires) et Christiane Lorgues (édition), Traité de la peinture, Calmann-Levy, 2003 (1re éd. 1987) (ISBN 2-7021-3378-9)
- Léonard de Vinci, Anna Sconza (édition, présentation et notes), Pierre Rosenberg (avant-propos) et Carlo Vecce (en) (préface), Traitté de la peinture : 1651, Les Belles lettres, coll. « Le cabinet des images », 2012 (ISBN 978-2-251-44429-1, OCLC 828235743)